# Banii Noștri
Banii Noștri a fost o revistă de profil financiar din România, înființată în anul 2000 de omul de afaceri Bogdan Popovici, ca parte a firmei Media On, falimentată în anul 2009.
Revista a început ca publicație tipărită, mutându-se ulterior definitiv pe web.
În iunie 2010, publicația a fost închisă temporar.